# Chambre de Rodinsky
« La chambre de Rodinsky », est une mansarde découverte en 1979 lors de travaux de rénovation de l’immeuble sis au  19, Princelet Street, à Londres, dans le quartier de Spitalfields. 
L’immeuble était situé au-dessus d’une vieille synagogue désaffectée, à la même adresse. Elle avait été construite en 1869, par des juifs polonais exilés à Londres, dans un quartier qui avait longtemps hébergé des huguenots français.
David Rodinsky avait, au cours des années 60, subitement disparu de sa chambre, qu’apparemment il n’avait pas quittée depuis des années. La mansarde, misérable, était remplie de centaines de livres et de notes manuscrites, et était restée parfaitement inerte, comme si son occupant venait tout juste d’en sortir.
Ce « mystère » a fait l’objet d’un ouvrage  mi-essai, mi-enquête de l’écrivain anglaise Rachel Lichtenstein, également bibliothécaire à la British Library.
Rachel Lichtenstein a retrouvé les traces du disparu. Elle l’a identifié comme un Juif d’origine ukrainienne, né dans Spitalfields en 1925 et employé comme bedeau à la petite synagogue toute proche. Elle raconte également qu’il est mort dans un asile du Surrey, en mars 1969, quelques semaines après avoir sa quitté sa chambre de Princelet Street .